# Cornish pilot gig

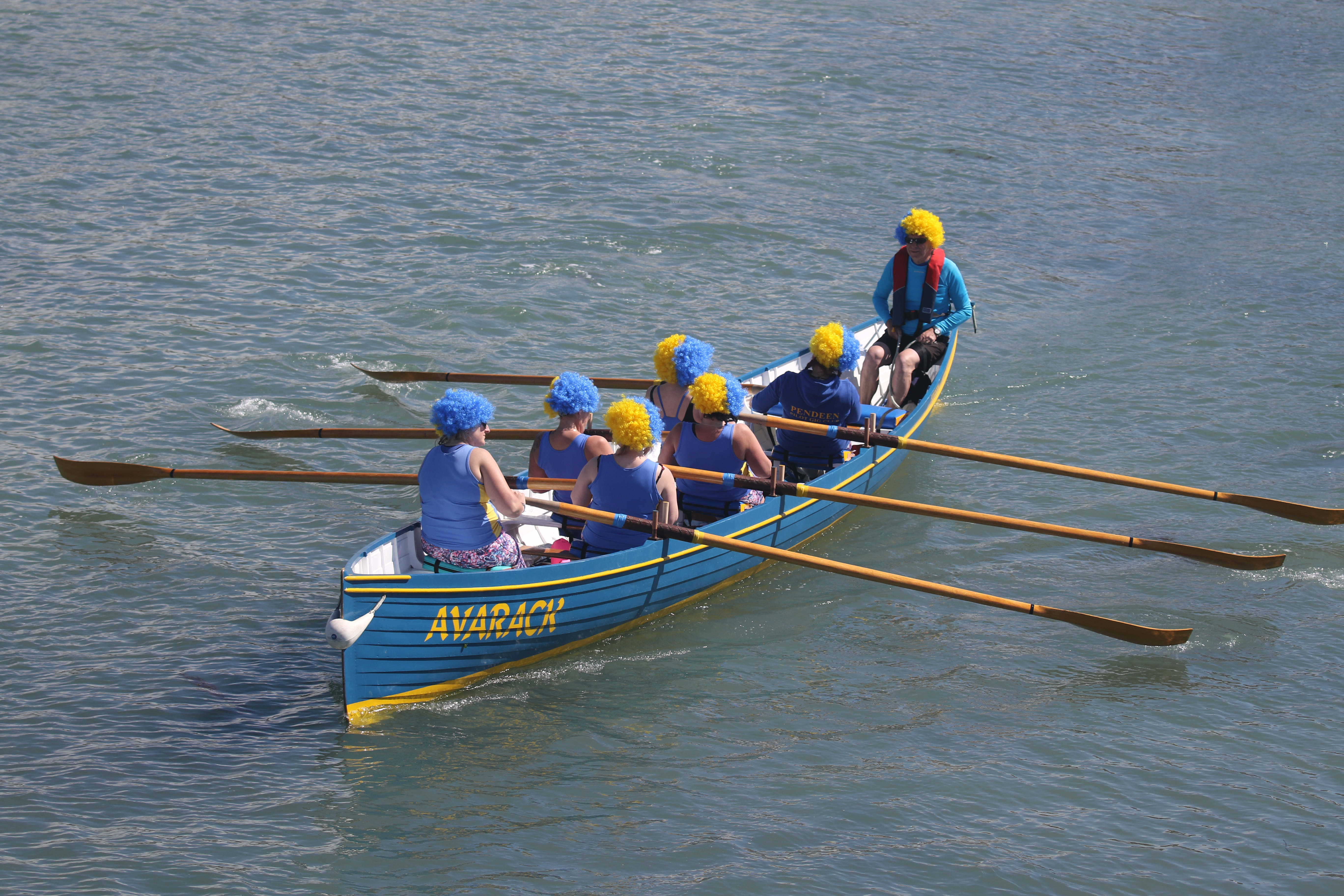
En modern tävlingsgig.

Cornish pilot gig är en brittisk klinkbyggd roddbåt med sex åror som ros av sex personer och en styrman. Båttypen är känd sedan 1600-talet och användes tidigare som räddningsbåt och för att ro ut en lots till ankommande fartyg.
Det fanns många lotsar och de tävlade om att komma först till fartygen och få betalt för lotsningen. En Cornish pilot gig hade mast och segel, men roddes vanligen av sex man. I slutet av 1800-talet övertogs lotsningen av motoriserade lotsbåtar och många av roddbåtarna skrotades. Idag används de huvudsakligen som tävlingsbåtar.
En tävlingsgig skall vara 9,8 meter lång (32 fot) och 1,5 meter bred och byggd av alm på ekspant. Alla tävlingsbåtar är kopior av Treffry, som byggdes 1838 av William Peters från St Mawes och fortfarande används. Det finns mer än 200 tävlingsbåtar, främst på Scillyöarna och i Cornwall och tillverkningen övervakas av Cornish Pilot Gig Association.
Den speciella sorten av lundalm (Ulmus minor 'Stricta'), som tidigare var vanlig i Cornwall är numera sällsynt, så andra byggmetoder övervägs.

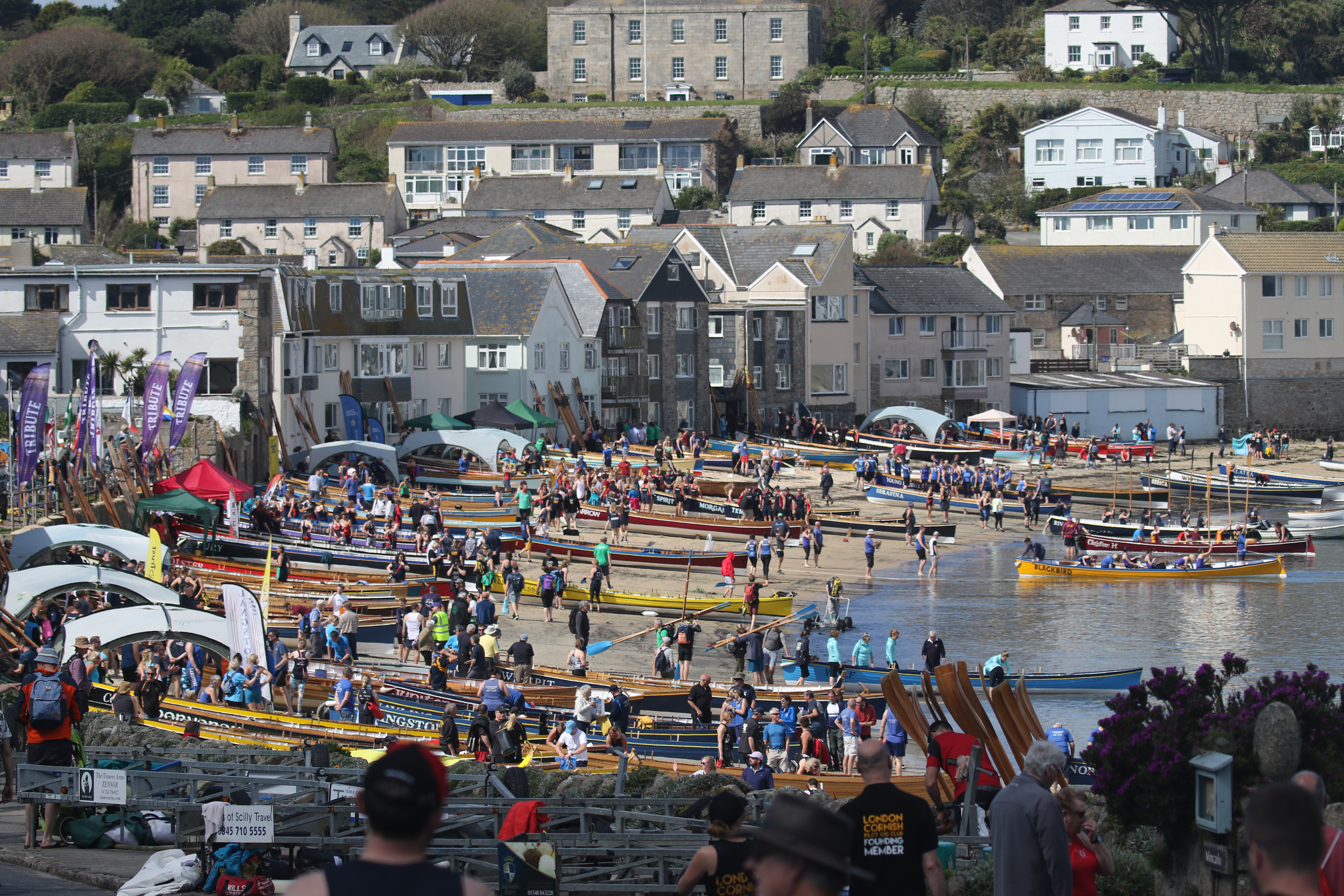
Båtar i Hugh Town vid världsmästerskapen 2018.

Ett världsmästerskap i rodd med Cornish pilot gig anordnas i St Mary's på Scillyöarna varje år sedan 1990 och går av stapeln i början av maj månad. Båtarna är uppdelade i olika klasser och tävlingarna inleds med en rodd på 1,6 sjömil från St Agnes till St Mary's. Båtarna delas upp i grupper, baserat på resultatet av den inledande tävlingen, som tävlar inbördes på en 1,1 sjömil lång sträcka från Nut Rock till St Mary's. Vinnarna av den bästa gruppen i herr- och damklassen efter tre tävlingar blir världsmästare.
Tävlingarna besöks av tusentals åskådare och mer än 150 båtar.